# Poco Mandasawu
Der Poco Mandasawu ist der höchste Berg auf Flores, Indonesien. Der Vulkan liegt nahe der Stadt Ruteng.